# 蓮昌寺 (金沢市)
蓮昌寺（れんじょうじ）は石川県金沢市東山にある日蓮宗の寺院。山号は普香山。旧本山は大本山妙顕寺（四条門流）、勇師法縁。山門は市指定文化財。卯辰山山麓寺院群を構成する寺院の一つ。

## 歴史
天正10年（1582年）日寿の開基。慶長18年（1613年）寿福院（3代藩主前田利常母）から浅野川関助馬場の付近の居屋敷を寺地として拝領した。しかし御用地に関わり卯辰油木山に建立した。万治元年（1658年）の火災で焼失後、如来寺跡屋敷を拝領をし現在地に移転した。享保5年（1718年）長雨による土砂崩れで本堂等が倒壊した。
金沢四大仏の一つである釈迦如来立像を安置している。

## 金沢市指定文化財
- 平成16年（2004年）4月21日、山門（高麗門）が金沢市指定文化財に指定された[2]。弘化2年（1845年）建立。市内を見下ろす高台にあり本光寺に次ぐ規模で様式にも共通点が多い。

## 参考資料
- 日蓮宗寺院大鑑編集委員会『宗祖第七百遠忌記念出版 日蓮宗寺院大鑑』大本山池上本門寺 (1981年)